# Piotr Bernacki
Piotr Bernacki (ur. 22 września 1954 w Tarnowie) – polski artysta fotograf uhonorowany tytułem Artiste FIAP (AFIAP). Absolwent Akademii Ekonomicznej w Krakowie. Członek rzeczywisty Okręgu Krakowskiego Związku Polskich Artystów Fotografików.

## Działalność
Od 1978 członek Tarnowskiego Towarzystwa Fotograficznego. Pełnił w nim wiele funkcji, przez kilka kadencji był jego prezesem. Był także wiceprezesem Federacji Amatorskich Stowarzyszeń Fotograficznych w Polsce. Obecnie jest wykładowcą fotografii w Zespole Szkół Technicznych w Tarnowie-Mościcach.

## Twórczość
Fotografią zajmuje się od roku 1971. Uprawia fotografią kreacyjną i użytkową, fotografuje architekturę, pejzaż, akt i portret. Jest autorem dużej kolekcji fotografii tatrzańskiej.
Uczestniczył w ponad stu wystawach, zagranicznych i krajowych, między innymi w Stanach Zjednoczonych, Wielkiej Brytanii, Holandii, Belgii, Turcji, Japonii, Francji, Czechosłowacji, byłym ZSRR, Nowej Zelandii, Węgrzech, Włoszech i Tajwanie.

## Wystawy
- Tarnowskie Refleksje – listopad 85;
- Akt i portret – grudzień 85;
- To inny Tarnów – październik 87;
- Miniatury lwowskie – maj 88;
- Istambuł – wrzesień 89;
- Pierwsza dekada – luty 92;
- I to jest Ameryka – kwiecień 97
- Perspektywy – listopad 99;
- Kalwaria – wrzesień 2000;
- X Jubileuszowa wystawa Tarnów z perspektywy – październik 2000;
- Jan Paweł II w Tarnowie – kwiecień 2005;
- W poszukiwaniu czwartego wymiaru Golgota – kwiecień 2006;
- W poszukiwaniu czwartego wymiaru Golgota – Świdnica – wrzesień 2006;
- W poszukiwaniu czwartego wymiaru Kalwaria – marzec 2007;
- Wystawa jubileuszowa 77 lat TTF – październik 2009;
- Udział w projekcie Uśmiech Tarnowa edycja 2009;

Źródło.

## Nagrody
- Otrzymał ponad trzydzieści nagród i wyróżnień krajowych i zagranicznych[5].
- W 1990 roku Międzynarodowa Federacja Sztuki Fotograficznej nadała mu tytuł Artiste FIAP (AFIAP)[1].

## Odznaczenia
- Brązowa Odznaka Honorowa FASFwP;
- Srebrna Odznaka Honorowa FASFwP;
- Medal 150-lecia Fotografii;
- Odznaka „Zasłużony Działacz Kultury”;
- Odznaka „Za zasługi dla województwa tarnowskiego";

Źródło.